# نورمان ستيوارت
نورمان ستيوارت (20 يناير 1935 في الولايات المتحدة - ) (بالإنجليزية: Norm Stewart)‏ هو مدرب كرة سلة ولاعب كرة سلة أمريكي في مركزي هجوم قوي الجسم وهجوم صغير الجسم.

## وصلات خارجية
- نورمان ستيوارت على موقع إن بي أي (الإنجليزية)
- نورمان ستيوارت على موقع سبورتس رفرنس (الإنجليزية)
- نورمان ستيوارت على موقع كلية كرة السلة في سبورتس رفرنس.كوم (الإنجليزية)
- نورمان ستيوارت على موقع ريلجم (الإنجليزية)
- نورمان ستيوارت على موقع بروبوليرز (الإنجليزية)
- نورمان ستيوارت على موقع قاعة المشاهير الجامعة الوطنية لكرة السلة (الإنجليزية)
- نورمان ستيوارت على موقع كلية كرة السلة في سبورتس رفرنس.كوم (الإنجليزية)
- نورمان ستيوارت على موقع قاعة ميسوري للمشاهير الرياضية (الإنجليزية)
- نورمان ستيوارت على موقع قاعة ميسوري للمشاهير الرياضية (الإنجليزية)